# Antanas Žmuidzinavičius

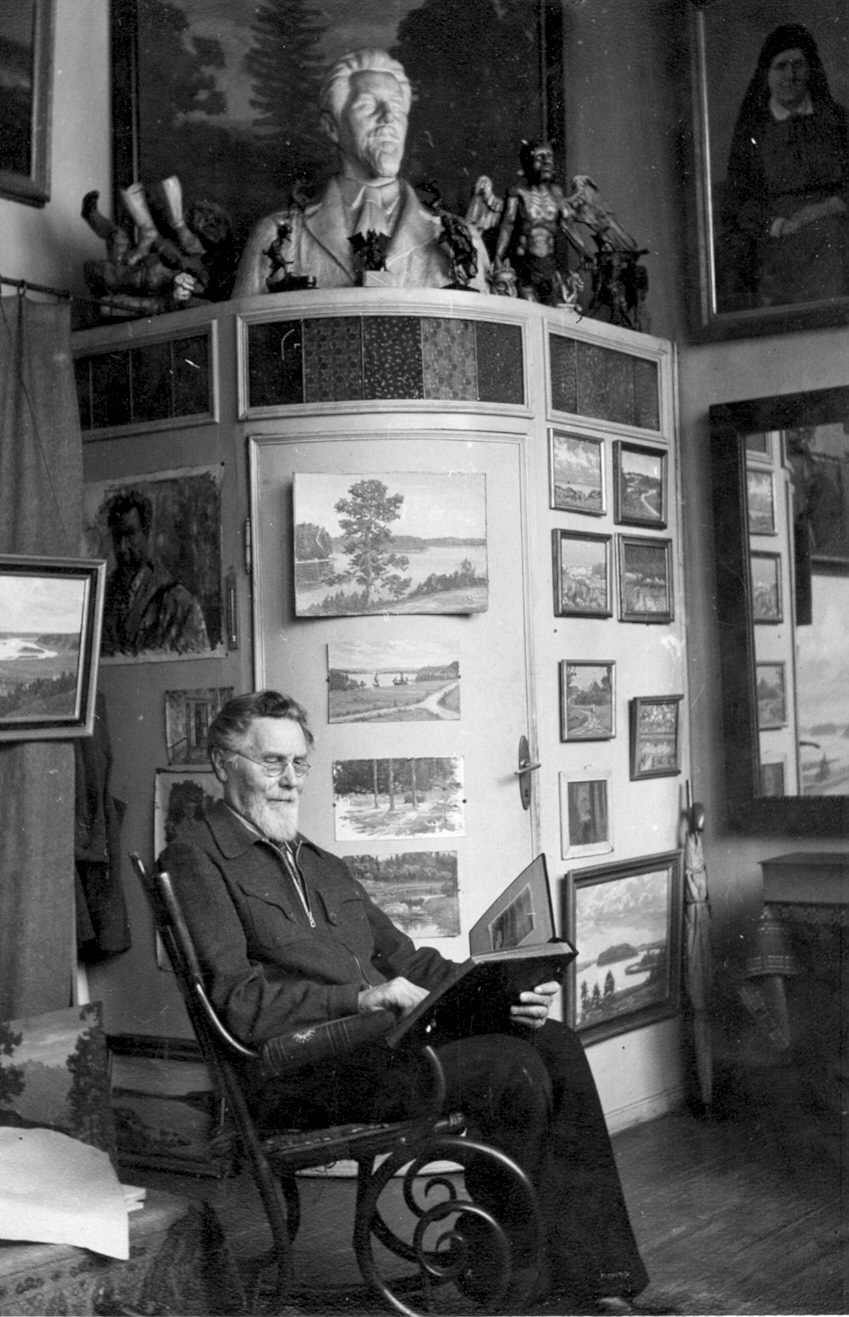
Antanas Žmuidzinavičius.

Antanas Žmuidzinavičius (Seirijai, 31 de octubre de 1876 – Kaunas, 9 de agosto de 1966) fue un famoso pintor y coleccionista de arte lituano. A veces utilizaba el sobrenombre de Antanas Žemaitis ("Samogitian" – (traducción libre de su apellido en lituano).

## Biografía
Žmuidzinavičius se graduó en 1894 en el Seminario de profesores de Veiveriai. A partir de 1899 estudió en varias universidades europeas, dando posteriormente conferencias sobre Lituania. Junto con M.K. Čiurlionis y otras importantes figuras lituanas organizó la primera exhibición de arte lituano en Petras Vileišis. Entre 1926 y 1940 se dedicó a enseñar dibujo en Kaunas. Entre sus más famosos cuadros se encuentra Gavo laišką (Received a Letter, 1904), Paskutiniai spinduliai (Last Rays, 1908), Estijos peizažas (Landscape of Estonia, 1929).
Antanas Žmuidzinavičius murió en 1966 y fue enterrado en el Cementerio Petrašiūnai de Kaunas. El Museo Žmuidzinavičius se ubicó en la que fue su casa.